# Université nationale de médecine de Kharkiv
L'université nationale de médecine de Kharkiv -  UNMKh (en russe : Харьковский национальный медицинский университет, en ukrainien : Харківський національний медичний університет) est une université qui se trouve à Kharkiv, à l'Est de l'Ukraine. En janvier 1805 a été fondée l'université de Kharkiv (la deuxième université créée en Ukraine après l'université de Lviv), qui était formée de quatre facultés, dont la faculté de médecine.

## Appellations précédentes
- 1920-1921 — l'Académie d'État de médecine de Kharkiv.
- 1921-1994 — l'Institut d'État de médecine de Kharkiv.
- 1994-2007 — l'université d'État de médecine de Kharkiv.
- depuis 2007 — l'université nationale de médecine de Kharkiv.

## Structure de l'université
L'université est composée des 6 facultés suivantes :
- la Faculté de médecine no 1
- la Faculté de médecine no 2
- la Faculté de médecine no 3, ou Faculté de pédiatrie
- la Faculté de médecine no 4, ou Faculté médico-prophylactique
- la Faculté de stomatologie
- la Faculté de médecine pour étudiants étrangers

Son bâtiment est inscrit au Registre national des monuments d'Ukraine sous le  numéro : 63-101-2307.

### Anciens étudiants
- Viktor Jdanov
- Valentin Grichtchenko
- Victor Skumin
- Yuri Voronoi